# Liste der Stolpersteine in Znojmo

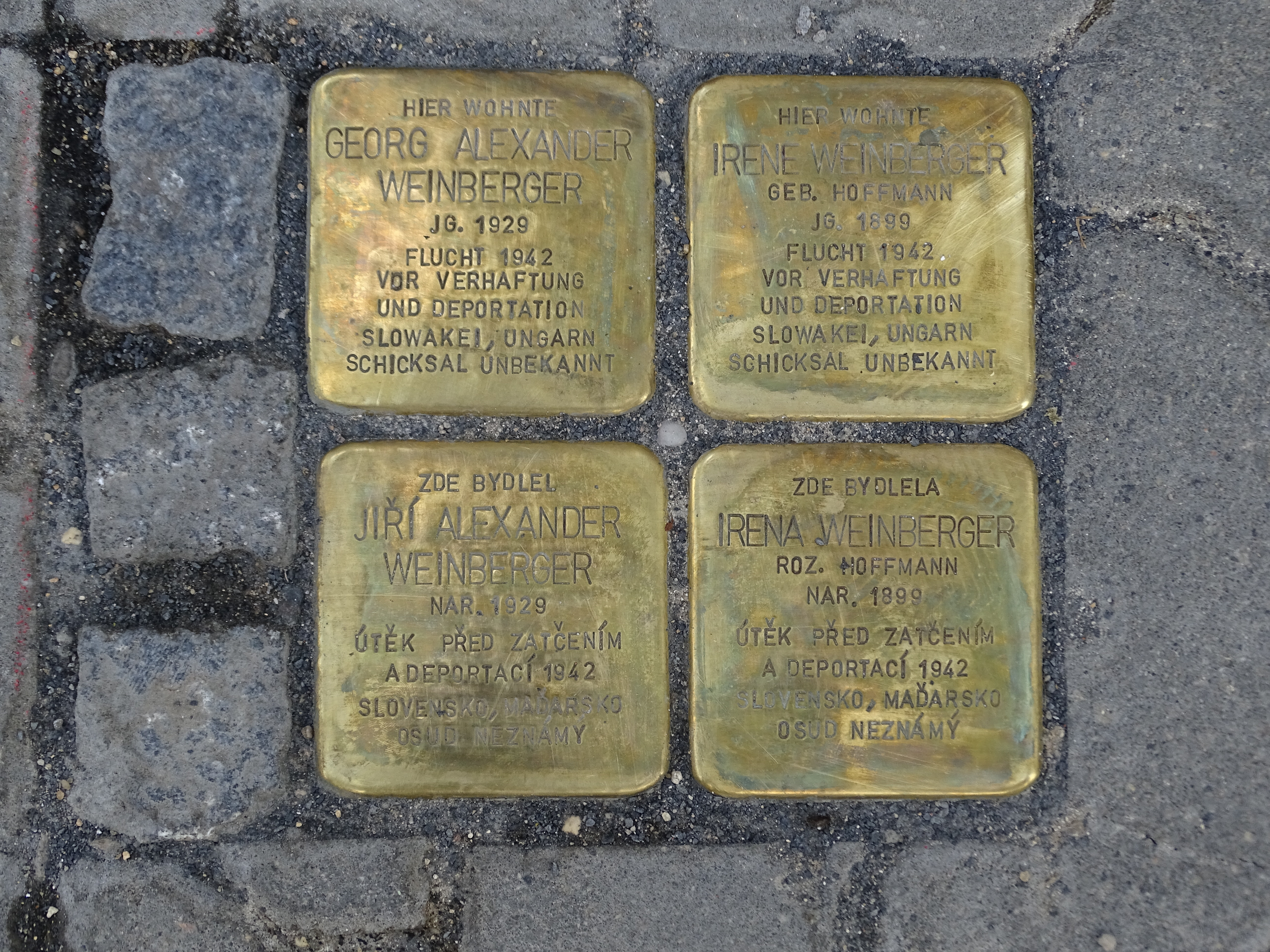
Die vier Stolpersteine für zwei Personen in Znojmo

Die Liste der Stolpersteine in Znojmo enthält die Stolpersteine in der tschechischen Stadt Znojmo (deutsch: Znaim) in der südmährischen Region Jihomoravský kraj. Sie erinnern an das Schicksal der Menschen dieser Region, die von den Nationalsozialisten ermordet, deportiert, vertrieben oder in den Suizid getrieben wurden.
Das tschechische Stolpersteinprojekt Stolpersteine.cz wurde 2008 durch die Česká unie židovské mládeže (Tschechische Union jüdischer Jugend) ins Leben gerufen und hat sich 2015 aufgelöst. Die Stolpersteine werden auf Tschechisch stolpersteine genannt, alternativ auch kameny zmizelých (Steine der Verschwundenen).

## Stolpersteine in Znojmo
Die ersten Stolpersteine in Znojmo wurden am 4. August 2016 von Gunter Demnig für Angehörige der Familie Weinberger verlegt. Dabei gab es eine Besonderheit: es handelt sich um vier Stolpersteine für zwei Personen, jeweils um zwei Steine in Tschechisch und zwei in Deutsch.
| Bild | Inschrift | Standort             | Name, Leben |
| ---- | --- | -------------------- | --- |
|      | HIER WOHNTE GEORG ALEXANDER WEINBERGER JG. 1929 FLUCHT 1942 VOR VERHAFTUNG UND DEPORTATION SLOWAKEI, UNGARN SCHICKSAL UNBEKANNT     | Rudoleckého 859/21 · | Georg Alexander Weinberger (tschechisch: Jiří Alexander Weinberger), geb. 1929, war der einzige Sohn von Fritz (Bedřich) Alexander Weinberger, einem wohlhabenden Unternehmer in Znojmo, und Irena Weinbergerová. Nach der Zerschlagung der Tschechoslowakei 1938 blieb er mit seiner Mutter Irene in Znojmo. Sein weiteres Schicksal ist nicht eindeutig geklärt. Er wurde nach 1945 für tot erklärt. |
|      | HIER WOHNTE IRENE WEINBERGER GEB. HOFFMANN JG. 1899 FLUCHT 1942 VOR VERHAFTUNG UND DEPORTATION SLOWAKEI, UNGARN SCHICKSAL UNBEKANNT | Rudoleckého 859/21 · | Irene Weinberger geb. Hoffmann (tschechisch: Irena Weinbergerová, geb. Hoffmanová) wurde 1899 geboren. Sie heiratete Fritz (tschechisch: Bedřich) Alexander Weinberger, geboren am 16. März 1898 in Znojmo, den ältesten Sohn von Alfred Weinberger, der in Znojmo 1882 das Familienunternehmen gründete. Er verstarb jedoch bereits 1932. Irene Weinberger und Fritz Alexander Weinberger hatten einen Sohn, Georg (Jiří) Alexander. Nach der Zerschlagung der Tschechoslowakei blieb sie zusammen mit ihrem Sohn in Znojmo – offenbar wegen eines Verhältnisses zu einem Offizier der tschechoslowakischen Armee. Ihr weiteres Schicksal ist nicht eindeutig geklärt. Sie wurde nach 1945 für tot erklärt. |